# École de Delft en microbiologie
L'école de Delft en microbiologie est une école de pensée censée regrouper tous les microbiologistes ayant étudié ou travaillé à l'université technique de Delft ou ayant été formés par d'anciens étudiants de cette université,.

## Historique
L'idée d'une école de Delft a été formulée pour la première fois par Cornelis van Niel en 1949.
Martinus Beijerinck est considéré comme le fondateur de l'école de Delft et ses membres les plus connus sont van Iterson, Kluyver et van Niel, auxquels sont parfois ajoutés Baas-Becking et van Leeuwenhoek.
L'école de Delft a contribué à faire de la microbiologie un domaine de recherche spécifique au sein des sciences du vivant et a développé plusieurs des domaines d'activité de la microbiologie : physiologie microbienne, écologie microbienne, utilisation des microorganismes comme outils de biologie moléculaire et de biotechnologies et applications agricoles, industrielles et environnementales de la microbiologie. Elle se caractérise également par l'utilisation des travaux pratiques comme méthode d'enseignement.